# Arsen Fadzajew
Arsen Sulejmanowicz Fadzajew (ros. Арсен Сулейманович Фадзаев; ur. 5 września 1962 w Czikole, Osetia Północna, ZSRR) – radziecki i uzbecki zapaśnik w stylu wolnym.

## Kariera sportowa
Brał udział w trzech igrzyskach. Złoty medalista w Seulu 1988 i Barcelonie 1992, trzynasty w Atlancie 1996. Za pierwszym razem startował w barwach ZSRR, za drugim Wspólnoty Niepodległych Państw. W 1996 reprezentował Uzbekistan. Był mistrzem świata w 1983, 1985, 1986, 1987, 1990 i 1991, srebrnym medalistą tej imprezy (1989). Stawał na podium mistrzostw Europy (złoto w 1984, 1985, 1987 i 1988). Pierwszy w Pucharze Świata w 1986 i 1989.
Mistrz ZSRR w 1982, 1983, 1986, 1987 i 1990 roku.

## Działalność polityczna
Od 2000 roku prowadzi działalność polityczną. W 2003 i 2007 został wybrany deputowanym do Dumy Państwowej Rosyjskiej Federacji z ramienia partii Jedna Rosja. Opowiada się za niepodległością Osetii Południowej.